# 1414 Jérôme
1414 Jérôme este un asteroid din centura principală, descoperit pe 12 februarie 1937, de Louis Boyer.